# ملحمة الحرافيش
ملحمة الحرافيش رواية للكاتب المصري نجيب محفوظ نشرت في عام 1977. الرواية تحكي عشرة قصص لأجيال عائلة سكنت حارة مصرية غير محددة الزمان ولا المكان بدقة (يعتقد انها بالحسين في بداية فترة الأسرة العلوية بمصر). وكانت الحرافيش ولا تزال مادة رائعة للسينما والتلفزيون المصري حيث تمثلت في أكثر من فيلم سينمائي منها الحرافيش والمطارد وشهد الملكة والجوع والتوت والنبوت الجانب مسلسل الحرافيش في أجزائه الثلاثة وتتحدث الرواية عن فلسفة الحكم وتعاقب الحكام ودور الشعوب.
كما لم تبتعد رواية الحرافيش كثيراً عن منحى الوجودية الذي انتحاه نجيب محفوظ في الكثير من رواياته رغم اكتسائها بالطابع الاجتماعي(إحدى الشخصيات تنشد الخلود بعد قهر الموت المفاجئ لها.... وسلوكيات أخرى في نفس الاتجاه).
تتشعب أحداث وتفاصيل وشخصيات رواية الحرافيش في ذهن القارئ كما في قلم الكاتب لتزرع أفكاراً عديدة وتصب في فكرة تواتر الاجيال وضياع الأصول من جيل إلى اخر واندساس العروق.
يحضر الدين أيضا في رواية الحرافيش كالروح التي لا يستطيع الإنسان إخراجها من بدنه رغم التمرد عليها..
هي رواية تحتوي كل الحياة تكتسي كل الطوابع وتسرد جل القيم بسخاء.
و تمتلئ الرواية بأبيات من الشعر الفارسي التي استخدمها الكاتب كرمز للمجهول الذي تهيم به أرواح البشر...وتتوالى قصص الرواية كمعزوفة رائعة تختلط بها القوة والضعف...الخير والشر...الأمل واليأس...

## قصص الرواية
والرواية من 10 قصص هي
| رقم الحكاية | الاسم             | الشخصية                             | الزوجات                                              | الأولاد                                | الفتوة السابق | الفتوة الحالي |
| ----------- | ----------------- | ----------------------------------- | ---------------------------------------------------- | -------------------------------------- | ------------- | ------------- |
| الأولى      | عاشور الناجي      | عاشور الناجي                        | زينب زين الناطوري فلة                                | حسب الله، رزق الله، هبة الله شمس الدين | قنصوه         | عاشور الناجي  |
| الثانية     | شمس الناجي        | شمس الناجي                          | عجمية دهشان                                          | سليمان سليمان                          | شمس الناجي    | شمس الناجي    |
| الثالثة     | الحب والقضبان     | سليمان الناجي                       | فتحية سنية السمري                                    | بنات بكر (رضوان، صفية، سماحة)، خضر     | سليمان الناجي | عتريس         |
| الرابعة     | المطارد           | سماحة بكر الناجي                    | محاسن                                                | رمانة، قرة، وحيد                       | الفللي        | الفسخاني      |
| الخامسة     | قرة عيني          | رمانة الناجي قرة الناجي وحيد الناجي | رئيفة عزيزة لايوجد                                   | لا يوجد عزيز لا يوجد                   | الفسخاني      | وحيد الناجي   |
| السادسة     | شهد الملكة        | عزيز الناجي زهيرة الناجي            | الفت الدهشوري، زهيرة عبد ربه الفران، محمد أنور، عزيز | قمر، شمس الدين جلال، راضي، شمس الدين   | وحيد الناجي   | نوح الغراب    |
| السابعة     | جلال صاحب الجلالة | جلال الناجي                         | زينات                                                | جلال                                   | سمكة العلاج   | جلال الناجي   |
| الثامنة     | الأشباح           | جلال جلال الناجي شمس الدين الناجي   | عفيفة الجدع نور الصباح، سنبلة سمعة الكلابشي          | شمس الدين سماحة، فتح الباب             | مؤنس العال    | سمعة الكلبشي  |
| التاسعة     | سارق النغمة       | سماحة الناجي فتح الباب الناجي       | فردوس راضي لا يوجد                                   | ربيع، احسان لا يوجد                    | سماحة الناجي  | حميدة         |
| العاشرة     | التوت والنبوت     | ربيع فايز ضياء عاشور                | حليمة البركة لا يوجد بهية الماشطة                    | فايز، ضياء، عاشور لا يوجد              | حسونة السبع   | عاشور الناجي  |

## الأعمال السينمائية والتليفزيونية
- المطارد... عن حكاية المطارد بطولة نور الشريف (1985)
- شهد الملكة... عن حكاية شهد الملكة بطولة نادية الجندي (1985)
- الجوع... عن حكاية سارق النغمة بطولة محمود عبد العزيز وعبد العزيز مخيون (1986)
- التوت والنبوت... عن حكاية التوت والنبوت بطولة عزت العلايلي (1986)
- الحرافيش ... عن حكاية الحب والقضبان بطولة محمود ياسين (1986)
- أصدقاء الشيطان عن حكاية جلال صاحب الجلالة بطولة نور الشريف ومديحة كامل (1988)
- السيرة العاشورية «الحرافيش» الجزء الأول... عن حكاية عاشور الناجي بطولة نور الشريف (2002)
- السيرة العاشورية (الحرافيش) 2 عن حكاية شمس الناجي بطولة هشام سليم وكمال أبو رية (2005)
- السيرة العاشورية (الحرافيش) 3 عن حكاية الحب والقضبان بطولة كمال أبو رية ووفاء عامر (2006)

## الترجمة
ترجمتها إلى الإنجليزية كاثرين كوبهام، ونُشرت الترجمة عن دار دابلداي في أبريل 1994.

## وصلات خارجية
- ملخص لرواية الحرافيش
- آراء القراء حول رواية ملحمة الحرافيش على موقع أبجد